# Leptodiscella japonica
Leptodiscella japonica är en svampart som beskrevs av Matsush. 1975. Leptodiscella japonica ingår i släktet Leptodiscella, divisionen sporsäcksvampar och riket svampar.   Inga underarter finns listade i Catalogue of Life.